# کلیسای ننه‌مریم
کلیسای ننه‌مریم یا حضرت مریم یا مارت مریم یا شرق‌آشور یکی از قدیمی‌ترین و بزرگترین کلیساهای ایران و جهان‌ است و در خیابان خیام جنوبی شهر ارومیه قرار دارد.

## پیشینه
این کلیسا در سده‌های گذشته محل دفن اموات بوده‌است.
طبق روایت نویسندگان آشوری و مسیحی و مسلمان ، این بنا پیش از آن آتشکده بوده که توسط مغ ها و یکی از معابد معروف زرتشتیان بوده. هنگام تولد مسیح، موبدان زرتشتی ساکن این معبد، ستاره‌ای درخشان را در حال حرکت به سوی شرق می‌بینند، آن را نشانه‌ای از تولد منجی وعده داده شده می‌یابند و به طرف اورشلیم روانه می‌شوند.
این موبدها پس از بازگشت به ارومیه، آتشکده را مبدل به کلیسا کردند و دین مسیح را در آنجا بشارت می‌دهند. این کلیسا را نخستین بار شاهزاده‌ای چینی در سال ۶۴۲ مرمت کرد. در سال ۱۳۴۲ و ۱۳۴۳ نیز مورد مرمت قرار گرفت. نمای کنونی آن به دورهٔ ساسانی تعلق دارد.
طی روایتی نیز عنوان میشود که این بنا دایما بین جنگ های مختلف از پیروان یک دین با دین دیگر، به دست پیروان دین غالب در جنگ، میسوخته و یا تخریب و نهایتا با تغییر نوع کاربری دلخواه مرمت میشده و یا تغییر کاربری میداده که همیشه به لحاظ نوع بنا استفاده ی دینی از آن به عمل آمده است. مساحت بنا و شکل دقیق بنا در طول سالیان دراز و جنگ های مختلف و یا حوادث طبیعی دایما کوچک و کوچکتر شده و بین مسلمانان و مسیحیان و زردشتیان در توالی استفاده قرار گرفته است اما آنچه مسلم است این است که قدمت این بنا بیش از 2000سال است .

## بنا
ساختمان کنونی کلیسای ننه مریم به ویژه گنبدها، طاق‌ها و پایه‌های آن بر اساس نظر کارشناسان باستان‌شناسی متعلق به دوره ساسانی است و معماری داخلی آن آمیزه‌ای از معماری ساسانی و پارتی است.
کلیسای ننه‌مریم نه نیمکت دارد و نه جای‌گاهی برای اعتراف یا وعظ کشیش، با در ورودی کم‌ارتفاعی رو به صحن.
در چپ و راست دالان ورودی کلیسای ننه مریم دو دهلیز با سنگ قبرهای نوشته شده قرار دارد، که محل دفن روحانیان مسیحی بوده‌است و سنگ قبر کنونی در دهلیزها متعلق به سه تن از رهبران کلیسای شرق آشور و یکی از مبلغان کلیسای ارتدوکس روسیه است. در سمت راست محراب دالان تنگ و کوتاهی است، که در دیوار راست این اتاق اجاق دیواری تعبیه شده و از آن برای پخت نان مقدس استفاده می‌کردند. در کنار این تنور حوضچه‌ای سنگی در داخل دیوار برای غسل تعمید کودکان ایجاد شده‌است.
کلیسای ننه مریم بارها مرمت شده و شکل‌های ناهمگون پیدا کرده‌است.
در سال ۶۴۲ میلادی کلیسا توسط شاهزاده خانم چینی به نام بافری مرمت شده‌است و نمای بیرونی آن بارها دستخوش تغییر و بازسازی شده‌است. پشت‌بام کلیسا در حال حاضر با شیروانی پوشش گردیده‌است که این خود تناسبی با معماری اصلی ندارد.

این کلیسا فاقد تزئینات ویژه و نقاشی و گچ‌بری است، زیرا به علت اعتقادات خاص آشوریان که در تمام کلیساهای آن‌ها اعمال می‌شود از هر نوع آرایش و تزئین در کلیساها خودداری می‌کنند.

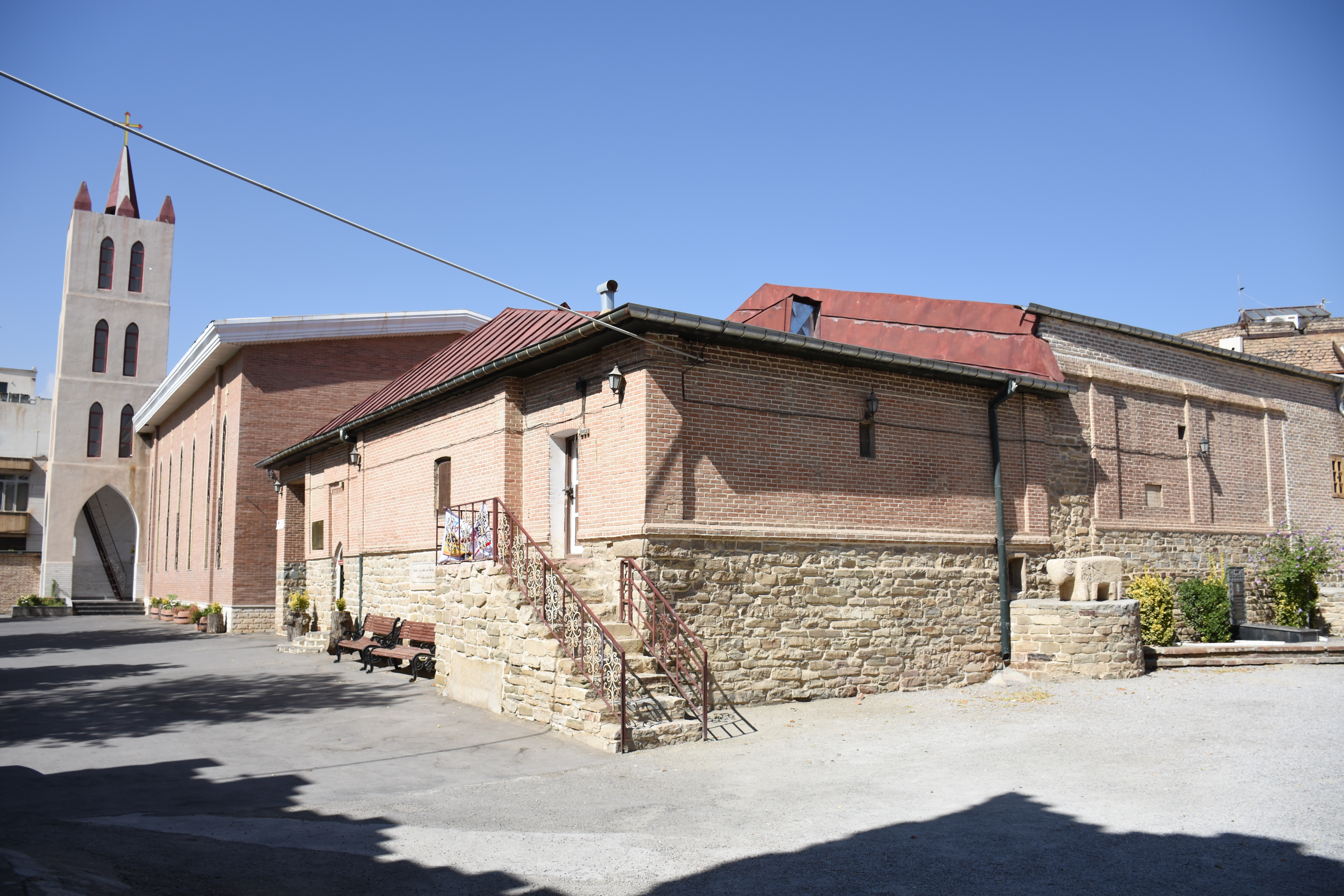
کلیسای ننه مریم - ارومیه
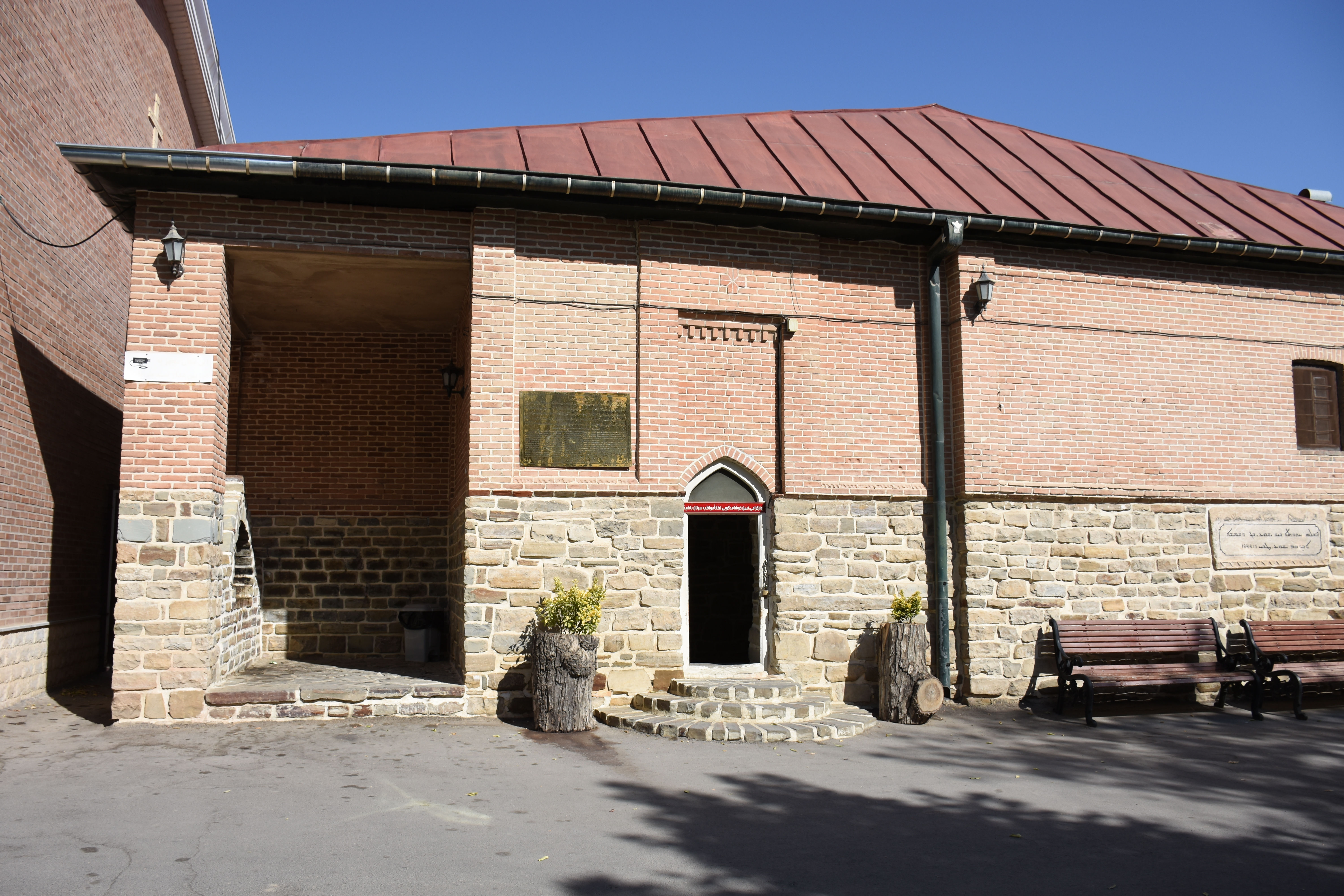
کلیسای ننه مریم - ارومیه
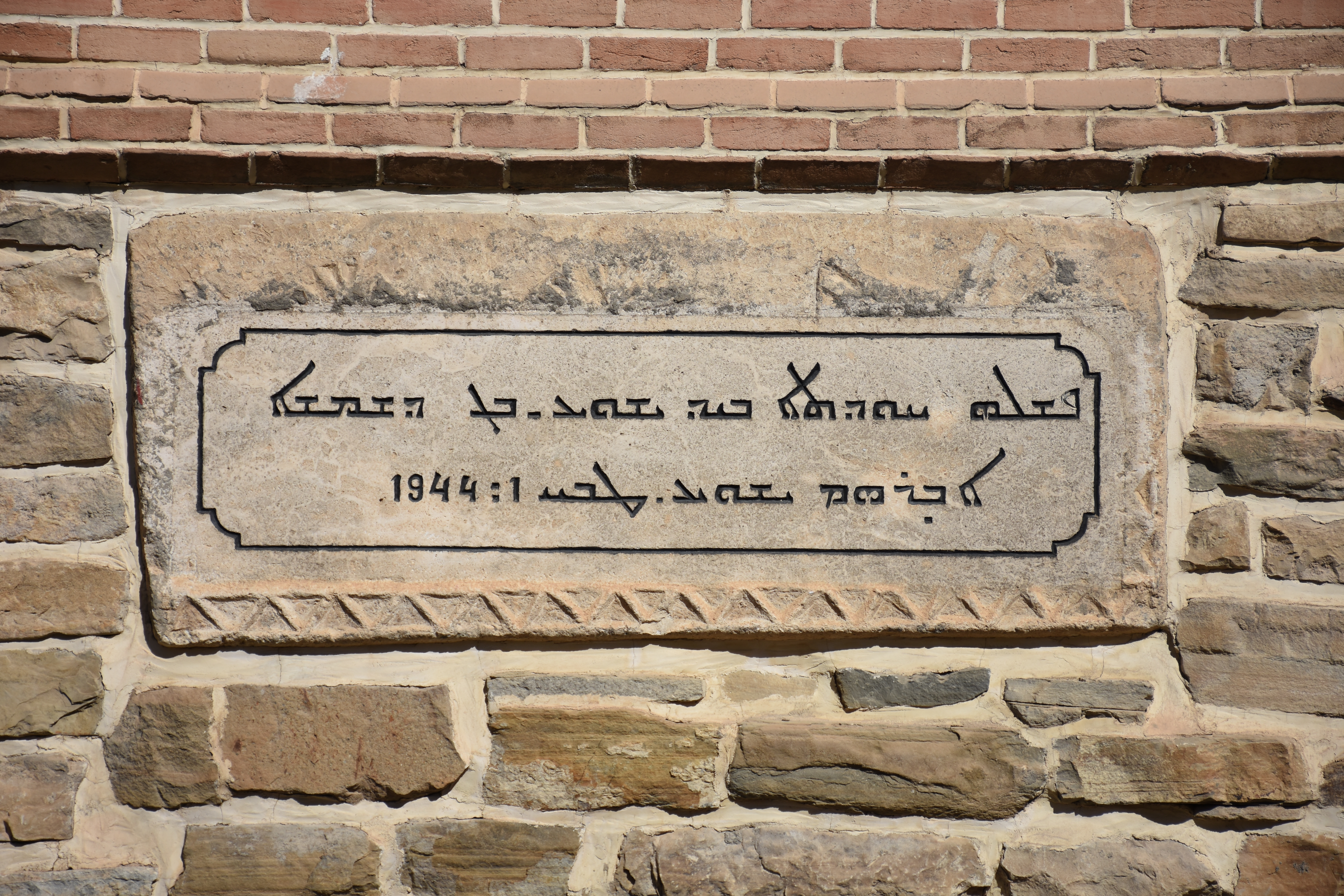
کلیسای ننه مریم - ارومیه
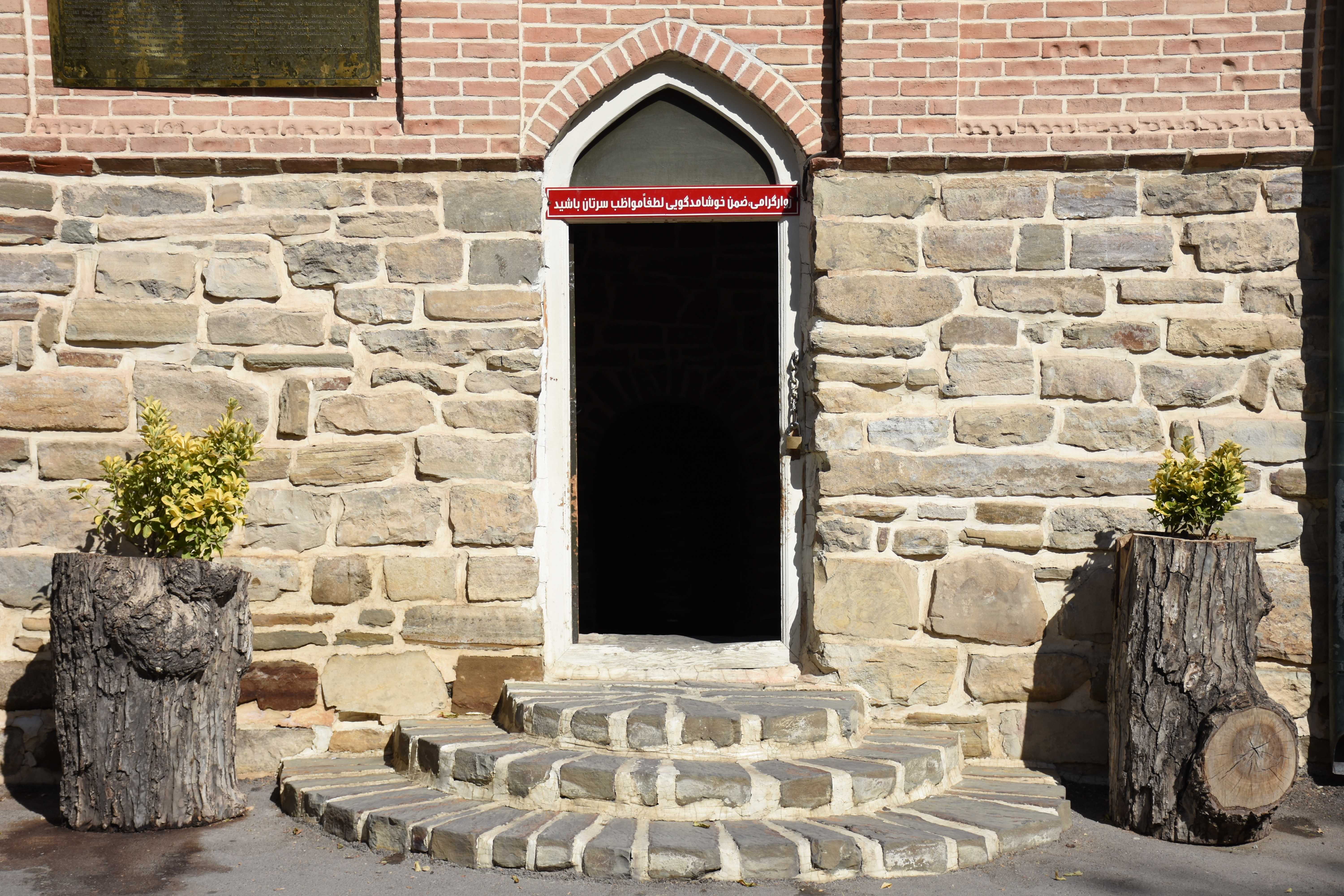
کلیسای ننه مریم - ارومیه
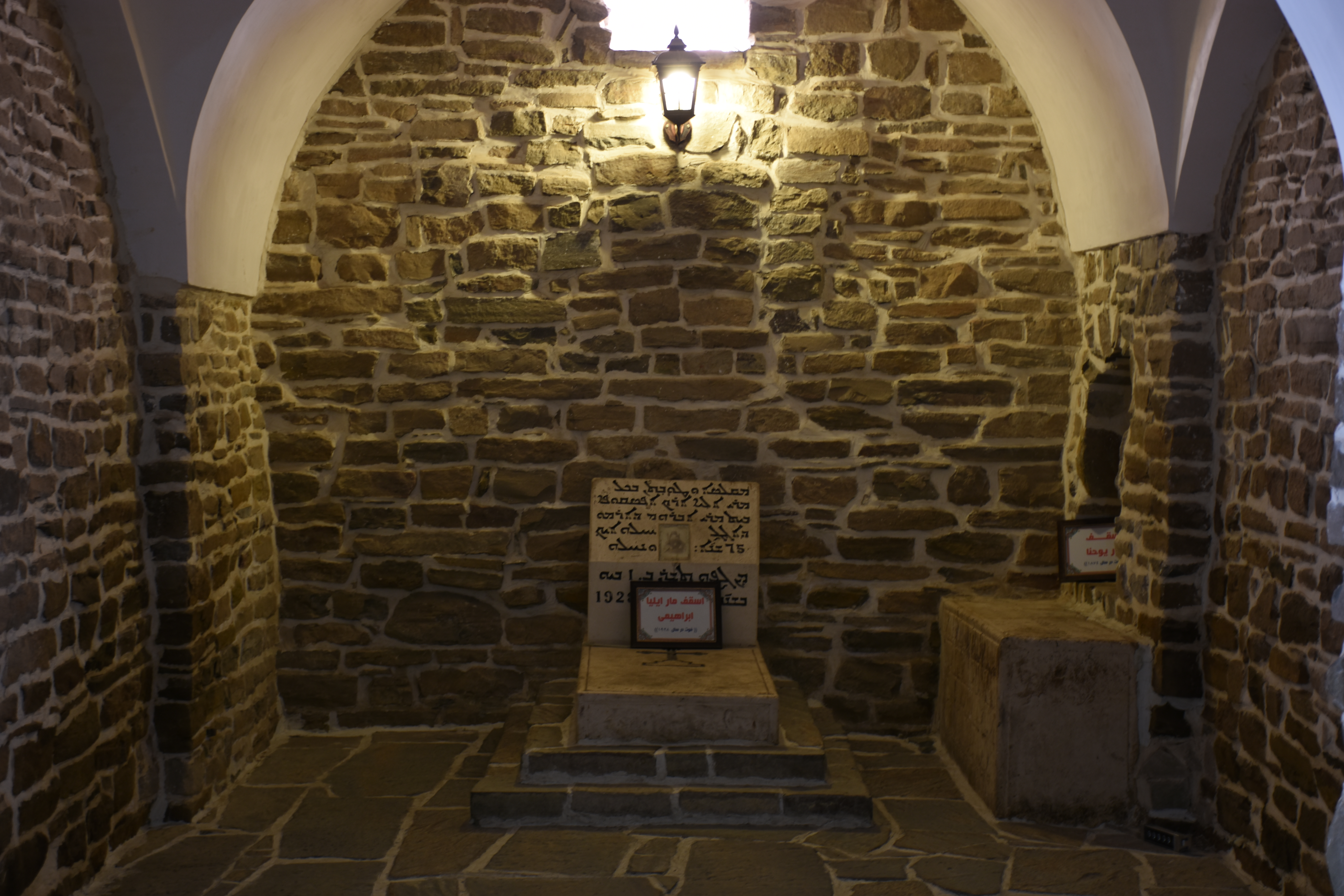
کلیسای ننه مریم - ارومیه
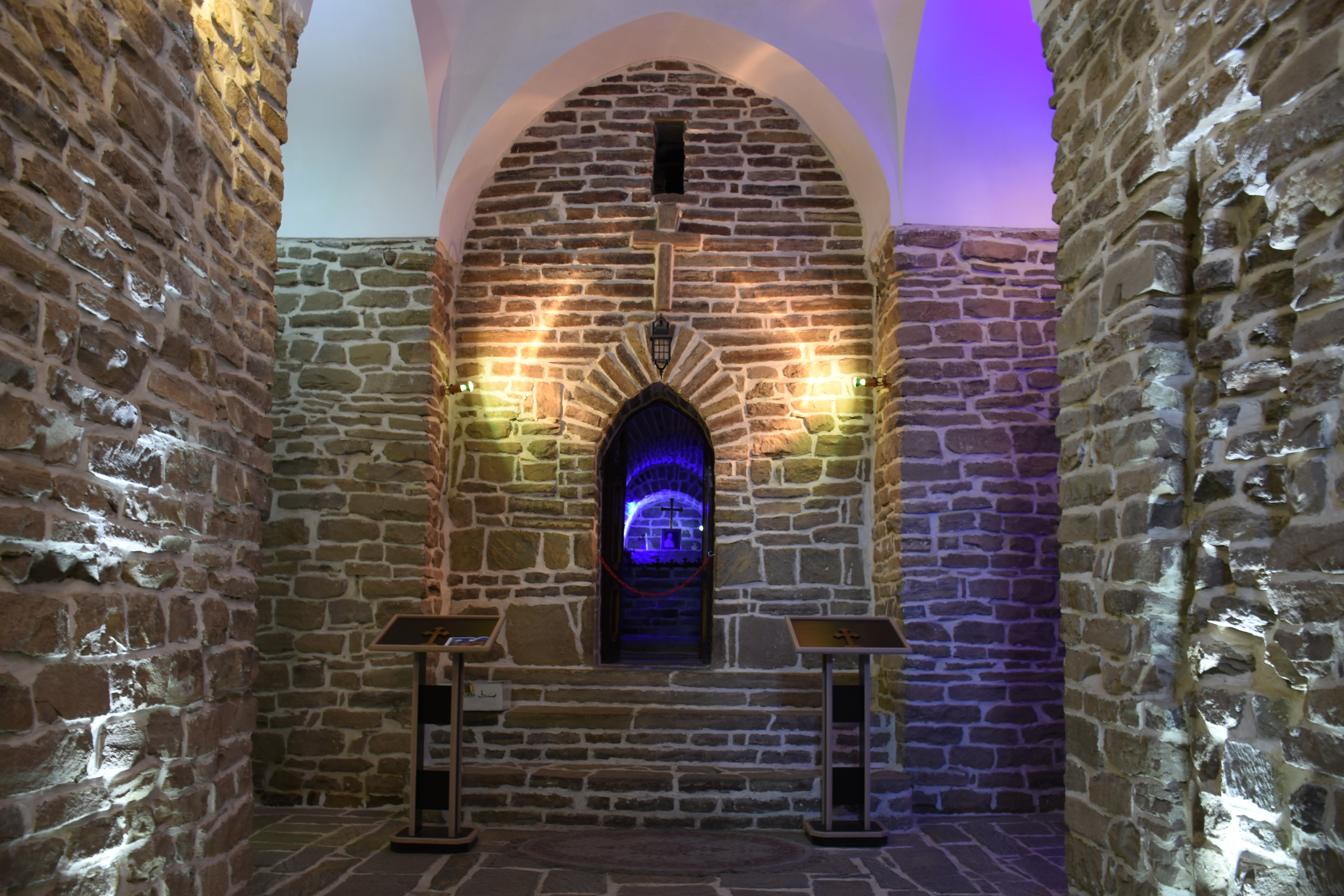
کلیسای ننه مریم - ارومیه